# Lykeion

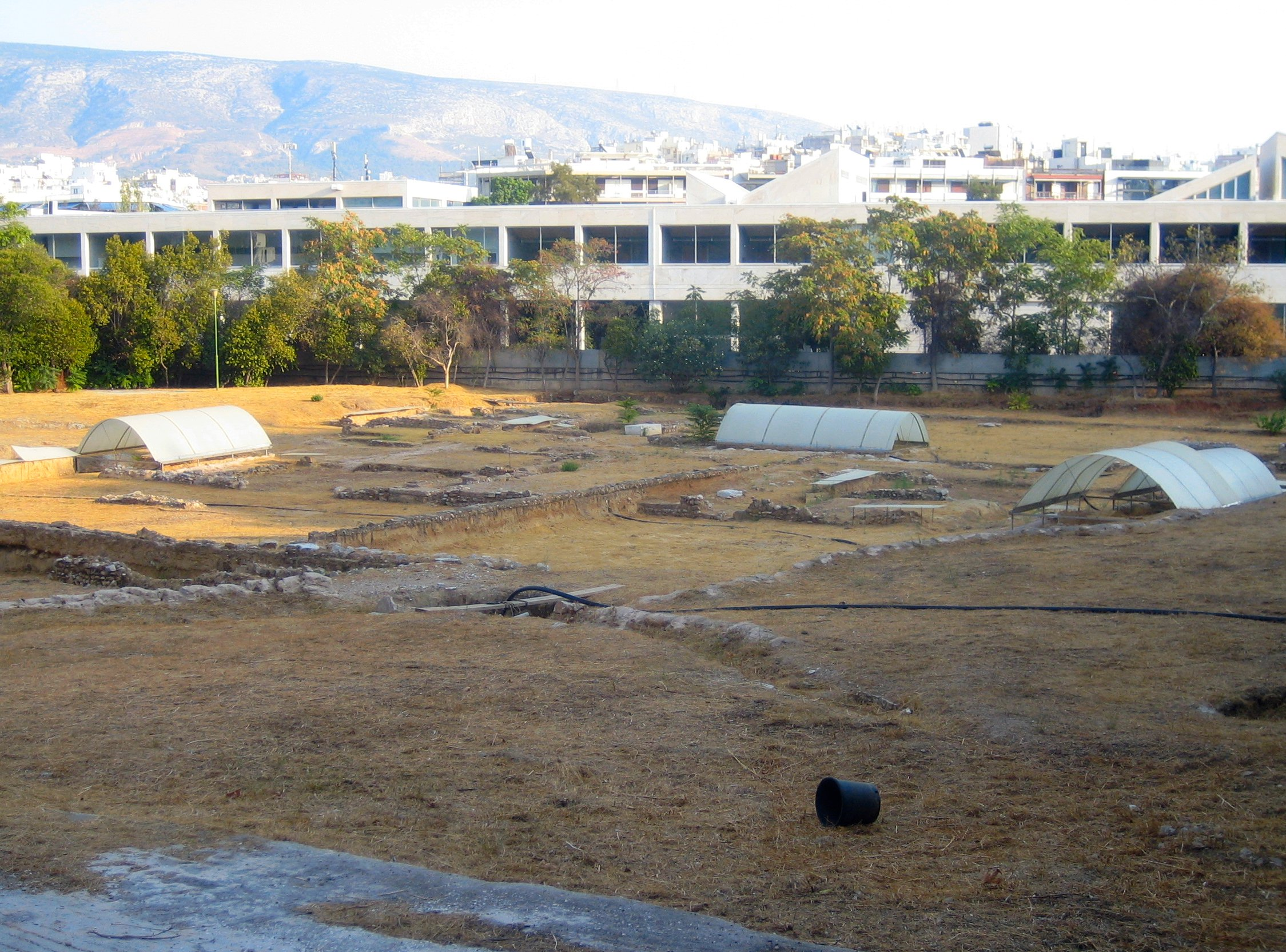
Resten van het Lykeion aan de Rigillis-straat in Athene

Het Lykeion (Oud-Grieks: Λύκειον) of Lyceum was een van de drie grote gymnasia buiten de stadsmuren van het oude Athene. De andere waren de Akademeia en de Cynosarges. Het was tevens een plaats waar beroemde filosofen zich graag ophielden en waar Aristoteles zijn Peripatetische School stichtte. De naam Lykeion is later dikwijls gebruikt voor onderwijsinstituten, zoals het Nederlandse schooltype lyceum.

## Beschrijving
Het Lykeion lag iets buiten de stadsmuren ten oosten van het oude Athene. Het was genoemd naar een heiligdom voor Apollo Lykeios (‘de wolvengod’, naar het Griekse woord λύκος, ‘wolf’) en stamde uit de 6e eeuw v.Chr. Het was een bebost terrein met open ruimtes dat waarschijnlijk aan de zuidkant door de rivier de Ilisos werd begrensd. Het omvatte accommodaties als dromoi (renbanen), een apodyterion (kleedruimte), gymnasium (sportschool), palaistra (worstelperk), stoa's (zuilengangen) en een peripatos (overdekte wandelgang). Op het terrein was verder ook een heiligdom voor de Muzen.
Een inscriptie ter ere van de Atheense staatsman Lycurgus vermeldt dat het gymnasium in de jaren 330 v.Chr. werd gerepareerd. Het Lykeion werd zwaar beschadigd door Sulla bij zijn verwoesting van Athene in 86 v.Chr. Daarna heeft het nog wel oplevingen gekend als filosofenschool, maar in ieder geval hielden de filosofische activiteiten definitief op toen keizer Justinianus in 529 n.Chr. alle filosofische scholen in Athene sloot.

## Functie
Het Lykeion was een sportschool en een plaats voor trainingen van soldaten en van de cavalerie. Ook werden hier bijeenkomsten gehouden van de volksvergadering totdat deze in de 5e eeuw v.Chr. een vaste vergaderplaats op de Pnyx kreeg. Het was tevens een plek waar vele filosofen en sofisten discussieerden en lesgaven. Socrates kwam er vaak, en Aristoteles stichtte er in 335 v.Chr. zijn Peripatetische School, zo genoemd naar de peripatos (overdekte wandelgang) waar hij zijn lessen hield of naar zijn gewoonte om rondwandelend les te geven. Ook na Aristoteles’ dood bleef de Peripatetische School in het Lykeion gevestigd.

## Archeologische opgravingen

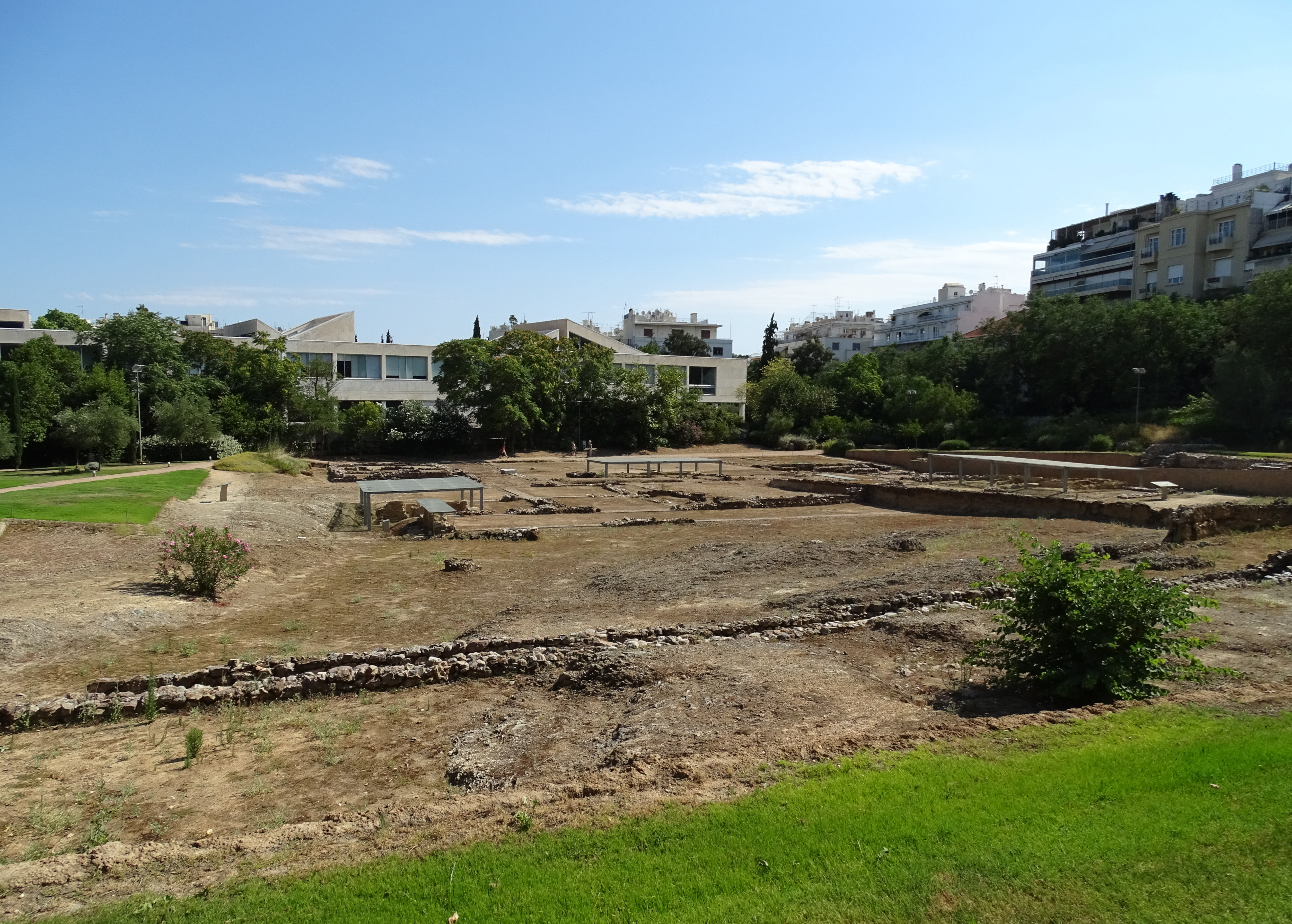
De archeologische site

Bij opgravingen in 1996 werden resten van het Lykeion gevonden aan de Rigillis-straat, niet ver van het Syntagmaplein in Athene. Er werden constructies gevonden uit de 4e eeuw v.Chr., twee derde deel van een palaistra (worstelperk) en een vierkant gebouw met een zuilengalerij. Het is de bedoeling dat de resten blijvend worden geconserveerd en als een archeologisch park verbonden worden met het nabijgelegen Byzantijns Museum.